# Kachowka
Kachowka (ukrainisch und russisch Каховка) ist eine Stadt in der südukrainischen Oblast Cherson am linken Ufer des zum Kachowkaer Stausee angestauten Dnepr mit etwa 36.000 Einwohnern (2020).

## Geografie

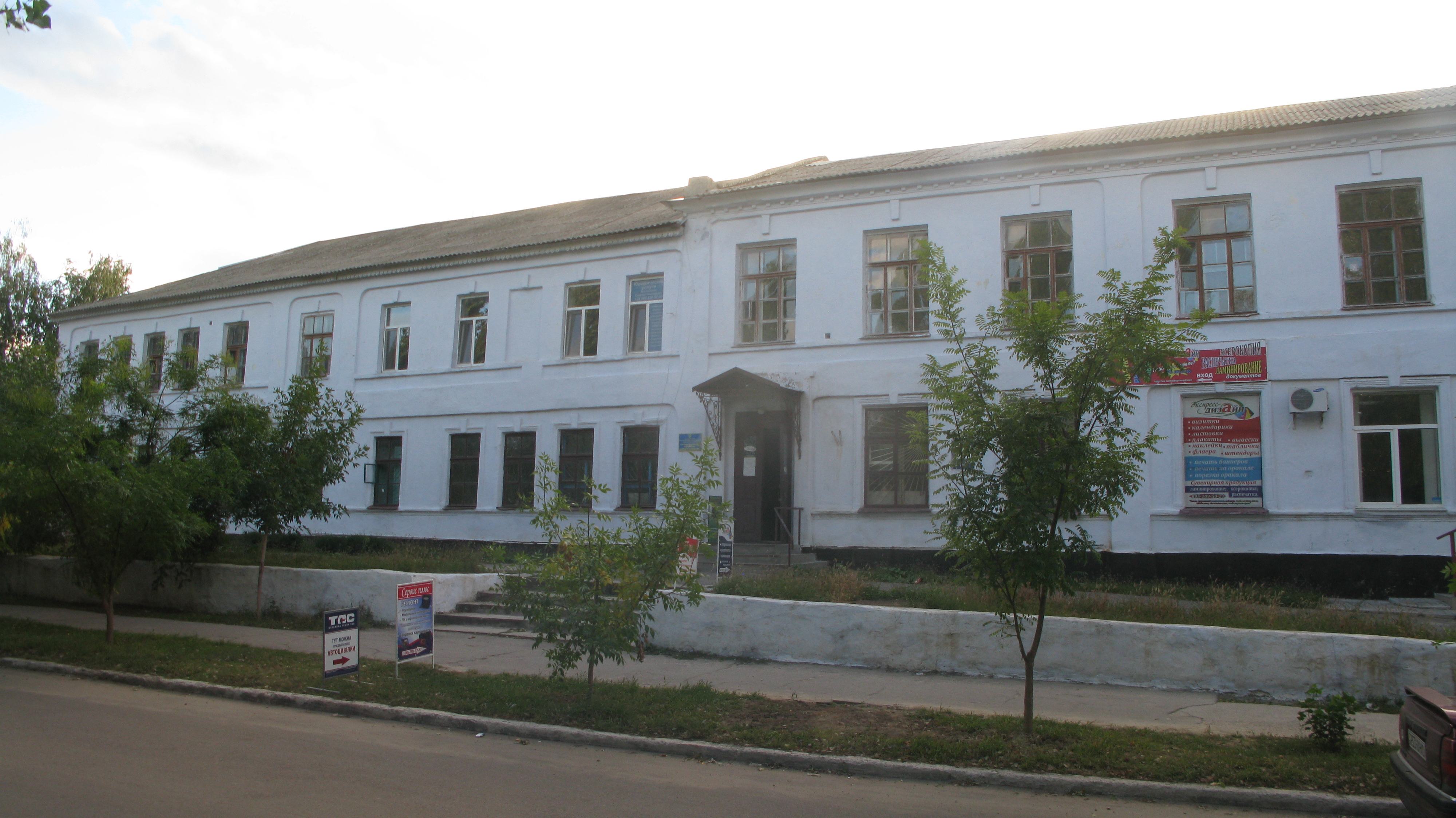
Denkmalgeschütztes Gebäude des ehemaligen Frauengymnasiums

Die Stadt liegt etwa 71 Kilometer nordöstlich der Oblasthauptstadt Cherson. Am gegenüberliegenden Stauseeufer befindet sich die Stadt Beryslaw. Die beiden Städte sind über die Dneprbrücke bei der nahe gelegenen Stadt Nowa Kachowka miteinander verbunden. Diese ist die einzige Überbrückung des Dneprs zwischen der Antoniwkabrücke bei Cherson und Saporischschja. Durch die Stadt verläuft die Regionalstraße P–47.

## Geschichte
Die Ursprünge der Stadt liegen in einer Festung, die 1492 durch das Khanat der Krim erbaut wurde, 1695 aber endgültig zerstört wurde. 1771 wurde auf den Grundmauern die Siedlung Schagingirejskoje (ukrainisch Шагингирейское) erwähnt, 1791 entstand aus dieser heraus das heutige Kachowka. 1918 wurde es zur Stadt ernannt, von 1972 bis Juli 2020 steht es unter Oblastverwaltung.
Während des Russischen Bürgerkrieges fanden an dem hier von der Roten Armee errichteten Brückenkopf Kämpfe gegen die Weiße Armee statt, an die seit 1967 das monumentale Denkmal „Legendäre Tatschanka“ vor den Toren der Stadt erinnert.
Bestimmend für die Stadt war der zwischen 1947 und 1956 angelegte und 2023 zerstörte Stausee. Im Ort selbst gibt es eine große Lebensmittelfabrik.
Nach dem russischen Überfall auf die Ukraine am 24. Februar 2022 wurde der Ort Ende Februar von russischen Truppen besetzt. Am 6. Juni 2023 wurde der Staudamm zerstört.
Der Asteroid des äußeren Hauptgürtels (2894) Kakhovka ist nach der Stadt benannt.

## Verwaltungsgliederung
Am 12. Juni 2020 wurde die Stadt zum Zentrum der neugegründeten Stadtgemeinde Kachowka (ukrainisch Каховська міська громада/Kachowska miska hromada), zu dieser zählen auch noch die 5 in der untenstehenden Tabelle angeführten Dörfer, bis dahin bildete sie die gleichnamige Stadtratsgemeinde Kachowka (Каховська міська рада/Kachowska miska rada) im Norden des Rajons Kachowka.
Folgende Orte sind neben dem Hauptort Kachowka Teil der Gemeinde:
| Name                     | Name           | Name                              |
| ukrainisch transkribiert | ukrainisch     | russisch                          |
| ------------------------ | -------------- | --------------------------------- |
| Korobky                  | Коробки        | Коробки (Korobki)                 |
| Malokachowka             | Малокаховка    | Малокаховка                       |
| Rosdolne                 | Роздольне      | Раздольное (Rasdolne)             |
| Tschornomoriwka          | Чорноморівка   | Черноморовка (Tschernomorowka)    |
| Wilna Ukrajina           | Вільна Україна | Вольная Украина (Wolnaja Ukraina) |

## Bevölkerungsentwicklung
| 1923  | 1926  | 1939   | 1959   | 1970   | 1979   | 1989   | 2001   | 2010   | 2020   |
| ----- | ----- | ------ | ------ | ------ | ------ | ------ | ------ | ------ | ------ |
| 6.672 | 7.495 | 12.601 | 18.628 | 28.472 | 38.742 | 42.895 | 38.238 | 37.342 | 35.795 |

Quelle: 

## Söhne und Töchter der Stadt
- Aleksandr Spendiarjan (1871–1928), armenischer Komponist
- Mychajlo Schuk (1883–1964), ukrainischer Maler
- Sergej Budanow (* 1959), ukrainisch-deutscher Handballspieler und -trainer
- Wolodymyr Wirtschis (1973–2022), Schwergewichtsboxer
- Kateryna Hubarjewa (* 1983), Informatikerin, Malerin und Politikerin
- Julija Starodubzewa (* 2000), Tennisspielerin